# 厳定院 (大田区)
厳定院（ごんじょういん）は、東京都大田区池上にある日蓮宗の寺院。池上本門寺の子院。

## 概要
- 日蓮六老僧のひとり日朗の弟子、日尊が1289年（正応2年）に開創した[1]。その後室町時代の1536年（天文5年）に、西之院の隣にあった成就坊を合併し[注釈 2]現在に至る[1]。

## 歴史
- 昭和6年（1931年）鬼子母神堂が建立される[1]。

## 交通アクセス
- 東急池上線池上駅から徒歩11分（経路案内）。